# Sous surveillance (téléfilm)
Pour plus de détails, voir Fiche technique et Distribution.
Sous surveillance (Hide) est un téléfilm américain réalisé par John Gray, diffusé en 2011.

## Synopsis
À Boston, le corps momifiés de six jeunes femmes assassinées ont été retrouvés. Conservés dans des sacs poubelles, les victimes ont été déposées dans un établissement psychiatrique abandonné. Les inspecteurs D. D. Warren et son coéquipier Bobby Dodge enquêtent sur ces meurtres.

## Fiche technique
Sauf indication contraire, les informations mentionnées dans cette section peuvent être confirmées par la base de données cinématographiques IMDb,  présente dans la section « Liens externes ».
- Titre original : Hide
- Titre français : Sous surveillance[1]
- Réalisation : John Gray
- Scénario : Janet Brownell, d'après le roman de Lisa Gardner[2]
- Direction artistique : Jaymes Hinkle
- Décors : Elizabeth Humphrey
- Costumes : Claire Breaux
- Photographie : James Chressanthis
- Montage : Neil Mandelberg
- Musique : Michael A. Levine
- Casting : Cami Patton
- Production : Christopher Morgan, Philip Harrelson et Stephanie Germain
- Société de production : Stephanie Germain Productions
- Société de distribution : TNT
- Pays d'origine :  États-Unis
- Langue originale : anglais
- Format : couleur - son stéréo
- Genre : Thriller policier
- Dates de sortie :
  - États-Unis : 6 décembre 2011 sur TNT
  - France : 12 mars 2017 sur C8[1]
- Classification :
  - États-Unis : interdit aux moins de 14 ans
  - Allemagne : interdit aux moins de 12 ans
  - France : interdit aux moins de 10 ans[1]

## Distribution
- Carla Gugino : inspecteur D. D. Warren
- Mark-Paul Gosselaar : Alex Wilson
- Kevin Alejandro : inspecteur Bobby Dodge
- Bridget Regan : Annabelle Granger
- Omid Abtahi : Neil
- Jay Karnes : Charlie Marvin
- Andrea Frankle : Catherine Gagnon
- James DuMont : Ben
- Damon Lipari : Steve Whitley
- Jesse Moore : Tim Evans
- Geraldine Singer : Mme Petracelli
- John Neisler : John Barron
- Bob Edes : Dr Schuepp

## Production

### Développement
Le 18 mai 2011, la chaîne américaine TNT annonce la préparation de plusieurs projets dont un téléfilm réalisé par John Gray et écrit par Janet Bronwell, basé sur le roman Hide, de Lisa Gardner.

### Attribution des rôles
En août 2011, Carla Gugino a obtenu le rôle principal. Mark-Paul Gosselaar, Kevin Alejandro et Bridget Regan obtiennent les autres rôles principaux du téléfilm.

### Tournage
Le tournage, débuté à partir du 21 septembre 2011, a été effectué à la Nouvelle-Orléans, en Louisiane, aux États-Unis.

## Sortie
En novembre 2011, un trailer est sorti.

## Distinctions
Récompense
- Telly Awards 2015 : Telly de Bronze du meilleur Trailer de téléfilm pour R. D. Womack II[10]